# Ahmed Al Ganehi
Ahmed Al Ganehi (Doha, 22 de septiembre de 2000) es un futbolista catarí que juega en la demarcación de extremo para el Al-Gharafa SC de la Liga de fútbol de Catar.

## Selección nacional
Hizo su debut con la selección absoluta de Catar el 31 de diciembre de 2023 contra Camboya en un partido amistoso que finalizó con un resultado de 3-0 a favor del combinado catarí tras un hat-trick de Almoez Ali.

## Clubes
| Club          | País  | Año   | Partidos | Goles |
| ------------- | ----- | ----- | -------- | ----- |
| Al-Gharafa SC | Catar | 2019- | 120      | 19    |